# Aníbal Medina
Aníbal Gerardo Medina (San Miguel de Tucumán, 20 de octubre de 1985) es un futbolista argentino que juega de defensa y su actual equipo es Deportivo Madryn del Torneo Argentino A.

## Clubes
| Club                   | País      |
| ---------------------- | --------- |
| UTA                    | Argentina |
| 9 de julio             | Argentina |
| Crucero del Norte      | Argentina |
| San Jorge              | Argentina |
| Talleres de Córdoba    | Argentina |
| San José               | Bolivia   |
| San Martín de Tucumán  | Argentina |
| San Jorge              | Argentina |
| 9 de Julio de Morteros | Argentina |